# Komsa-Kultur
Die Komsa-Kultur (auch Finnmark-Kultur) war eine steinzeitliche Kultur der Jäger und Sammler, die im Norden Norwegens und Schwedens bestand. Benannt ist sie nach dem Komsa in der Nähe von Alta in der norwegischen Provinz Finnmark, wo im Jahre 1925 die ersten Überreste der Kultur entdeckt wurden. „Die ersten Beweise für eine menschliche Besiedlung erscheinen in der frühen Phase der Komsa-Kultur. Die Radiokarbondaten für die frühesten Siedlungen belegen eine signifikante menschliche Präsenz im nördlichsten Skandinavien vor 9000 v. Chr. (Woodman 1999)“
Die frühere Unterscheidung zwischen einer Komsa-Kultur am nördlichen Polarkreis, welche Steinwerkzeuge benützte, und einer Hensbakka-Kultur (auch: Fosna-Kultur), welche sich von Trøndelag bis zum Osloer Fjord erstreckte, wurde in den 1970er Jahren obsolet. Beide benutzten zwar unterschiedliche Werkzeuge, gehörten aber zu ein und derselben Kultur.
Neuere archäologische Funde im lappländischen Dumpokjauratj warfen die Überlegung auf, dass sich dort auch ein (isolierter) Inlandsteil der Komsa-Kultur befand, ebenso alt wie jene an der norwegischen Küste. Einige Archäologen sehen in diesen Menschen die Vorfahren der heutigen Samen. Allerdings stellen diese Funde vermutlich einen Zusammenhang mit dem frühen Post-Swiderien der Kunda-Kultur (7.400 – 6.000 v. Chr.) dar, welche im Norden Zentralrusslands und im östlichen Baltikum verbreitet war. Hierbei würde die Komsa-Kultur einen Einfluss durch eine frühe Einwanderung von Trägern dieser Post-Swiderien-Kultur im nördlichsten Skandinavien erfahren haben.
Nach heutiger Ansicht fällt die Komsa-Kultur mit der frühesten Besiedlung der nordnorwegischen Küste zusammen, welche von der westlichen und südwestlichen Küste ausging und letztendlich in der endpaläolithischen Ahrensburger Kultur in Nordwesteuropa ihren Höhepunkt erreichte. Die Träger der Komsa-Kultur folgten vermutlich – als die Eiszeit zwischen 11.000 und 8.000 v. Chr. zu Ende ging – dem im Zuge der zurückweichenden Vergletscherung nach Norden ziehenden Wild entlang der norwegischen Küstenlinie in neue Jagdgebiete. Einige dieser Menschen besiedelten schon relativ früh die heutige Finnmark von Nordosten aus, möglicherweise über die Kola-Halbinsel; ein wirklicher Beweis für diese Vermutung bleibt allerdings noch aus.
Archäologische Anhaltspunkte sprechen jedoch dafür, dass die Komsa-Kultur schon immer dem Meer zugewandt war, sie lebten hauptsächlich von der Robbenjagd und waren gute Bootsbauer und Fischer.
Im Vergleich zu den südnorwegischen Hensbakka-Kultur (auch: Fosna-Kultur), einer Varietät derselben Kultur (s. o.), waren die Steinwerkzeuge der nördlichen Landsleute relativ grob und primitiv, was wohl auf einen Mangel an Feuerstein in dieser Gegend zurückzuführen ist.